# Joaquim Rodríguez
Joaquim Rodríguez Oliver (Parets del Vallès, 12 maggio 1979) è un ex ciclista su strada spagnolo. 
Professionista dal 2001 al 2016, con caratteristiche di scalatore, ha colto una cinquantina di successi da pro, fra cui due edizioni del Giro di Lombardia, una Freccia Vallone e 15 vittorie di tappa nei Grandi Giri (10 alla Vuelta, 3 al Tour e 2 al Giro), oltre alla vittoria nella classifica della montagna alla Vuelta a España 2005 e della Classifica a punti del Giro d'Italia 2012. Per tre volte ha vinto la classifica finale UCI (Calendario mondiale UCI 2010, UCI World Tour 2012, UCI World Tour 2013), conquistando anche diversi podi ai Campionati del mondo e nelle classifiche finali dei Grandi Giri.
È soprannominato Purito, ossia "Piccolo Sigaro". Tale nomignolo risale al 2001, suo primo anno tra i pro, ed è legato ad un episodio avvenuto durante un allenamento con i compagni della ONCE: su un tratto in salita Rodríguez, per mostrare l'estrema facilità con cui riusciva a pedalare, andò ad affiancare i più esperti Jalabert, Sastre e Olano, facendo il gesto di fumare un sigaro; in serata, a tavola, venne però "punito" e costretto a fumare un sigaro intero in presenza dei compagni, da cui appunto il soprannome.

## Carriera

### 2001-2009: i primi anni
Passato professionista nel 2001 con la ONCE-Eroski di Manolo Saiz, si impose all'attenzione generale nel 2003, quando vinse una tappa alla Vuelta a España e una alla Parigi-Nizza; l'anno dopo, trasferitosi alla Saunier Duval-Prodir, si aggiudicò invece la classifica generale della Setmana Catalana, mentre nel 2005 fece sua la classifica scalatori alla Vuelta a España.
Dal 2006 al 2009 vestì quindi la divisa della Caisse d'Epargne, formazione nella quale si rivelò come uno dei migliori gregari di Alejandro Valverde. Nel 2007 riuscì a laurearsi campione nazionale in linea; nella stagione seguente chiuse invece al sesto posto la prova in linea del Campionato del mondo a Varese, risultando il migliore della squadra spagnola. Per due anni consecutivi (2008 e 2009) vinse inoltre la tappa più dura della Tirreno-Adriatico, quella con arrivo a Montelupone.
Nel 2009 si classificò peraltro secondo nella Liegi-Bastogne-Liegi, dietro ad Andy Schleck, e terzo al Campionato del mondo di Mendrisio dopo aver indovinato la decisiva fuga a tre nel finale: nell'occasione non riuscì però a contenere la progressione in salita di Cadel Evans (poi vincitore) e perse contro Aleksandr Kolobnev lo sprint a due per l'argento. Al termine dell'anno lasciò la Caisse d'Epargne per accasarsi al team russo Katusha.

### 2010-2011: terzo alla Vuelta e quarto al Giro
Aprì il suo 2010 con la vittoria finale alla Volta Ciclista a Catalunya, quelle nel Gran Premio Miguel Indurain e nella quinta frazione della Vuelta al País Vasco, e con il secondo posto alla Freccia Vallone. Il 16 luglio vinse quindi la dodicesima tappa del Tour de France, corsasi tra le montagne del Massiccio Centrale, battendo in volata il connazionale Alberto Contador; chiuse la corsa in ottava posizione.
In settembre partecipò alla Vuelta a España da protagonista. Al termine della decima tappa andò ad indossare la maglia rossa di leader, ma la tenne per un giorno soltanto a causa delle difficoltà patite l'indomani nella salita verso Andorra. Vinse poi la quattordicesima tappa, quella con arrivo a Peña Cabarga (salita di 6 km con pendenze tra il 9% e il 20%) e due giorni dopo, nella frazione di Cotobello, prese 37" secondi a Vincenzo Nibali riuscendo a sottrargli la maglia rossa. Nella cronometro di Peñafiel, però, perse nuovamente il simbolo del primato, scendendo a quasi quattro minuti da Nibali: chiuse la Vuelta al quarto posto, fuori dal podio. Tuttavia, grazie ai punti accumulati nella gara spagnola, si aggiudicò la classifica individuale del calendario mondiale UCI, complice la squalifica per doping inflitta con effetto retroattivo ad Alberto Contador. Sempre grazie a un'altra squalifica, quella del secondo classificato alla Vuelta Ezequiel Mosquera, gli venne attribuito il terzo posto della graduatoria finale della corsa spagnola.
Nella stagione 2011 si mise in particolare evidenza durante il mese di aprile: prima vinse la tappa di apertura alla Vuelta al País Vasco, poi concluse al secondo posto, sempre battuto da Philippe Gilbert, sia l'Amstel Gold Race che la Freccia Vallone. In maggio prese il via al Giro d'Italia, non riuscì a vincere nessuna tappa (fu secondo a Castelfidardo), ma chiuse comunque al quinto posto della generale finale, quarto dopo la squalifica inflitta ad Alberto Contador. In giugno si aggiudicò le ultime due tappe del Critérium du Dauphiné oltre alla classifica a punti e quella scalatori.
Tra agosto e settembre, dopo il quarto posto alla Clásica San Sebastián e la vittoria alla Vuelta a Burgos, partecipò alla Vuelta a España, trionfando nella quinta e nell'ottava tappa e vestendo anche per un giorno la maglia rossa di leader della generale. Concluse però diciannovesimo in classifica, e nell'ultima frazione perse la maglia verde della classifica a punti. Nel finale di stagione fu quindi terzo al Giro di Lombardia, battuto da Oliver Zaugg e Daniel Martin, così come terzo nella graduatoria finale dell'UCI World Tour.

### 2012: vittoria nell'UCI World Tour, secondo al Giro e terzo alla Vuelta
All'inizio del 2012 si aggiudicò la tappa di Offida alla Tirreno-Adriatico; in aprile vinse invece due frazioni alla Vuelta al País Vasco – concluse la corsa al secondo posto, preceduto da Samuel Sánchez – e la Freccia Vallone, una delle tre classiche delle Ardenne. Nel mese seguente fu quindi al via del Giro d'Italia: in questa competizione fece sua la decima tappa, quella con arrivo ad Assisi, e conquistò nell'occasione anche la maglia rosa, che in seguito perse nella tappa con arrivo a Cervinia. Riottenne la maglia rosa al termine della frazione di Pian dei Resinelli, e tre giorni dopo si aggiudicò la tappa di Cortina d'Ampezzo. Nella cronometro finale di Milano, tuttavia, perse definitivamente il primato, per 16 secondi, ancora a favore di Ryder Hesjedal, e si classificò secondo nella graduatoria finale.
Tra agosto e settembre partecipa alla Vuelta a España con ambizioni di classifica, in virtù degli ottimi risultati al Giro. Al termine della quarta tappa conquista la maglia rossa della classifica generale, e si impone poi in tre frazioni, la sesta, la dodicesima e la quattordicesima. Mantiene la leadership fino alla diciassettesima tappa, quando Alberto Contador, con un attacco da lontano, gli sottrae il primato. Rodríguez non riuscirà più a recuperare: chiuderà al terzo posto, superato anche da Alejandro Valverde, salendo comunque per la seconda volta in carriera sul podio di un grande giro. Oltre alla maglia rossa perde, nell'ultima tappa, anche la maglia verde, come l'anno precedente, e quella bianca, entrambe a favore di Valverde.
Torna al successo il 29 settembre quando, grazie a un'azione iniziata sulla salita di Villa Vergano, si aggiudica in solitaria, sul traguardo di Lecco, il Giro di Lombardia 2012. Diventa così il primo corridore spagnolo in grado di vincere, in 105 anni di storia, la "Classica delle foglie morte". Con tale vittoria, inoltre, ottiene il primo posto nella classifica individuale finale dell'UCI World Tour, ripetendo così il risultato conseguito nel 2010.

### 2013: delusioni e successi
Rodríguez inizia la stagione con la vittoria nella quarta tappa del Tour of Oman, che chiuderà ai piedi del podio. Alla Tirreno-Adriatico conclude quinto in classifica, aggiudicandosi la tappa numero 5. In primavera Rodríguez chiude al secondo posto, dietro a Daniel Martin sia la Volta a Catalunya sia soprattutto la Liegi-Bastogne-Liegi: nella classica monumento lo spagnolo scatta poco prima dello striscione dell'ultimo chilometro, ma viene raggiunto e poi staccato dal corridore della Garmin.
In estate Purito partecipa al suo secondo Tour de France con ambizioni di podio, su un tracciato abbastanza favorevole, che riesce effettivamente a conquistare: dopo una prima parte di giro incerta, Purito recupera posizioni nella tappe del Mont Ventoux, dell'Alpe d'Huez e nella cronometro collinare. Il secondo posto nella penultima tappa di Annecy, dietro Quintana e davanti a Froome (rispettivamente secondo e primo a Parigi), gli consente di lasciarsi alle spalle Contador e Kreuziger, chiudendo a poco più di 5 minuti dal campione della Sky.
Dopo una lunga pausa, Rodríguez e la Katusha si presentano alla Vuelta a España sia per cercare di vincerla (dopo due podi) sia per preparare al meglio i Mondiali. Pur essendo tra i favoriti, assieme a Valverde e Nibali, lo scalatore spagnolo, pur vincendo la diciannovesima tappa, chiude al quarto posto, dietro ai due suddetti ed al vincitore a sorpresa, Chris Horner.
Il penultimo obiettivo stagionale è il Mondiale di Firenze, dove Rodríguez si presenta con la fortissima nazionale spagnola, co-capitano assieme a Valverde: dopo una gara durissima, dopo la penultima ascesa (Fiesole) Rodríguez si ritrova in testa, ma viene raggiunto dopo il Muro di Via Salviati grazie alle tirate di Nibali, che si porta dietro il compagno di squadra Valverde e il portoghese Faria da Costa. In superiorità numerica, Rodríguez attacca a pochi chilometri dalla fine, sperando che Valverde lo copra, ma viene ripreso allo striscione dell'ultimo chilometro e beffato allo sprint da Rui Costa. La delusione dello spagnolo nel dopo gara è enorme, nonostante l'argento, mentre anche lo stesso CT della Roja polemizza con Valverde (bronzo), reo di non aver favorito il gioco di squadra della nazionale iberica lasciando partire il portoghese all'inseguimento del compagno, facendo sfumare una vittoria mondiale quasi certa per la squadra.
Una settimana dopo il Mondiale Purito si prende una parziale rivincita con al Lombardia, staccando tutti sulla salita di Villa Vergano, replicando in fotocopia il successo dell'anno prima (al secondo posto proprio il tanto criticato Valverde). Con i punti della monumento autunnale Rodríguez conquista per il secondo anno di fila anche la classifica dell'UCI World Tour.

### 2014: anno di transizione
Dopo il Tour de San Luis Purito vola in Oriente, dove partecipa al Tour of Dubai e al Tour of Oman, che chiude quarto. Saltata la Tirreno-Adriatico, lo spagnolo della Katusha si cimenta nel Giro di Catalogna, che vince conquistando anche la terza tappa. Il trittico delle Ardenne inizia male, poiché Rodríguez è vittima di una caduta che lo costringe ad abbandonare la Amstel Gold Race. Dopo le classiche prende parte al Giro d'Italia con ambizione di vittoria. Purtroppo è costretto al ritiro dopo la caduta, che coinvolge la maggior parte del gruppo, nella 6ª tappa del Giro con arrivo a Montecassino. A fine Agosto è al via della Vuelta a España tra i favoriti al podio. Non vince nessuna tappa, pur ottenendo per ben tre volte il terzo posto. Chiuderà al quarto posto finale a 3'25" da Contador ed a poco più di un minuto dal podio.

### 2015: secondo alla Vuelta
Nel 2015 ottiene il primo successo solo in aprile alla Vuelta al País Vasco, dove vince le tappe di Zumarraga e Arrate. Si presenta poi alle classiche delle Ardenne, nelle quali il miglior piazzamento è il terzo posto alla Liegi-Bastogne-Liegi, dietro Valverde e Alaphilippe.
La sua stagione, dopo le Ardenne, si focalizza sul Tour, gara che lo vede regolarmente al via: ottiene addirittura la vittoria nella terza tappa, con arrivo in salita sul Muro di Huy, dove era già arrivato a braccia alzate alla Freccia Vallone 2012. In seguito vince la dodicesima tappa, con arrivo a Plateau de Beille, dopo una lunga fuga.
A fine agosto partecipa alla Vuelta a España, vince la 15ª tappa e conquista la maglia rossa di leader nella tappa successiva. La sua corsa si chiuderà con l'ennesimo podio in carriera in un grande giro. Infatti Purito, che conquista la maglia bianca, chiude il secondo posto della classifica generale a soli 57" da Aru.

### 2016: il ritiro
Dopo un inizio di stagione senza successi e con pochi piazzamenti di rilievo (quinto alla Vuelta al País Vasco e ottavo alla Liegi-Bastogne-Liegi), Rodríguez si presenta al via del Tour de France in buone condizioni, con l'obiettivo di fare classifica. Approfittando del giorno di riposo nella sua città di residenza, Andorra, annuncia il ritiro dall'attività agonistica al termine della stagione. Conclude la corsa francese in crescendo, settimo a 6'58" dal vincitore Chris Froome.
Dopo essersi piazzato quarto alla Clásica San Sebastián, si presenta alla prova in linea dei Giochi olimpici di Rio de Janeiro, concludendo al quinto posto e annunciando che quella sarebbe stata la sua ultima gara. Tuttavia, a inizio settembre, la Katusha lo obbliga a rientrare in gara per disputare le classiche autunnali italiane, cioè Milano-Torino, Giro del Piemonte e Giro di Lombardia: Rodríguez si ritira in tutte e tre le corse. Nello stesso ottobre annuncia di aver trovato un accordo con la nascente squadra Bahrain-Merida, specificando però di non sapere ancora se correrà oppure se si limiterà ad essere un membro dello staff tecnico. Il 9 dicembre dello stesso anno annuncia però ufficialmente il ritiro dall'attività..

## Palmarès
- 2001 (ONCE-Eroski, due vittorie)

1ª prova Escalada a Montjuich
Classifica generale Escalada a Montjuich
- 2003 (ONCE-Eroski, due vittorie)

6ª tappa Parigi-Nizza (Tolone > Cannes)
8ª tappa Vuelta a España (Cauterets > Pla-de-Beret)
- 2004 (Saunier Duval-Prodir, una vittoria)

Classifica generale Setmana Catalana
- 2005 (Saunier Duval-Prodir, una vittoria)

Subida a Urkiola
- 2006 (Caisse d'Epargne-Illes Balears, due vittorie)

5ª tappa Parigi-Nizza (Avignone > Digne-les-Bains)
1ª prova Escalada a Montjuich
- 2007 (Caisse d'Epargne, tre vittorie)

Klasika Primavera
Campionato spagnolo, Prova in linea
Prueba Villafranca de Ordizia
- 2008 (Caisse d'Epargne, una vittoria)

3ª tappa Tirreno-Adriatico (Gubbio > Montelupone)
- 2009 (Caisse d'Epargne, due vittorie)

4ª tappa Tirreno-Adriatico (Foligno > Montelupone)
2ª tappa Vuelta a Burgos (Villasana de Mena > Miranda de Ebro)
- 2010 (Team Katusha, cinque vittorie)

Classifica generale Volta Ciclista a Catalunya
Gran Premio Miguel Indurain
5ª tappa Vuelta al País Vasco (Eibar > Orio)
12ª tappa Tour de France (Bourg-de-Péage > Mende)
14ª tappa Vuelta a España (Burgos > Peña Cabarga)
- 2011 (Katusha Team, sette vittorie)

1ª tappa Vuelta al País Vasco (Zumarraga > Zumarraga)
6ª tappa Critérium du Dauphiné (Les Gets > Le Collet d'Allevard)
7ª tappa Critérium du Dauphiné (Pontcharra > La Toussuire)
2ª tappa Vuelta a Burgos (Burgos)
Classifica generale Vuelta a Burgos
5ª tappa Vuelta a España (Sierra Nevada > Valdepeñas de Jaén)
8ª tappa Vuelta a España (Talavera de la Reina > San Lorenzo de El Escorial)
- 2012 (Katusha Team, dieci vittorie)

6ª tappa Tirreno-Adriatico (Offida > Offida)
4ª tappa Vuelta al País Vasco (Eibar > Bera)
5ª tappa Vuelta al País Vasco (Bera > Oñati)
Freccia Vallone
10ª tappa Giro d'Italia (Civitavecchia > Assisi)
17ª tappa Giro d'Italia (Falzes > Cortina d'Ampezzo)
6ª tappa Vuelta a España (Tarazona > Jaca)
12ª tappa Vuelta a España (Vilagarcía de Arousa > Dumbría-Mirador de Ézaro)
14ª tappa Vuelta a España (Palas de Rey > Puerto de Ancares)
Giro di Lombardia
- 2013 (Katusha Team, quattro vittorie)

4ª tappa Tour of Oman (Al Saltiyah in Samail > Jabal Al Akhdhar)
5ª tappa Tirreno-Adriatico (Ortona > Chieti)
19ª tappa Vuelta a España (San Vicente de la Barquera > Oviedo (Alto Naranco))
Giro di Lombardia
- 2014 (Katusha Team, due vittorie)

3ª tappa Volta Ciclista a Catalunya (Banyoles > La Molina)
Classifica generale Volta Ciclista a Catalunya
- 2015 (Katusha Team, sei vittorie)

3ª tappa Vuelta al País Vasco (Vitoria > Zumarraga)
4ª tappa Vuelta al País Vasco (Zumarraga > Arrate)
Classifica generale Vuelta al País Vasco
3ª tappa Tour de France (Anversa > Huy)
12ª tappa Tour de France (Lannemezan > Plateau de Beille)
15ª tappa Vuelta a España (Comillas > Sotres/Cabrales)

### Altri successi
- 2000 (ONCE-Deutsche Bank)

Memorial Valenciaga (Criterium)
- 2003 (ONCE-Eroski)

1ª tappa Vuelta a España (Gijón > Gijón, cronosquadre)
- 2005 (Saunier Duval-Prodir)

Classifica scalatori Vuelta a España
Trofeo Ciutat de L'Hospitalet (Criterium)
- 2010 (Team Katusha)

Classifica generale Calendario mondiale
- 2011 (Katusha Team)

Classifica punti Critérium du Dauphiné
Classifica scalatori Critérium du Dauphiné
Classifica punti Vuelta a Burgos
- 2012 (Katusha Team)

Classifica punti Giro d'Italia
Classifica generale World Tour
- 2013 (Katusha Team)

Classifica generale World Tour
- 2015 (Katusha Team)

Classifica a punti Vuelta al País Vasco
Classifica combinata Vuelta a España

## Piazzamenti

### Grandi Giri
- Giro d'Italia

2005: 80º
2008: 17º
2009: ritirato (11ª tappa)
2011: 4º
2012: 2º
2014: ritirato (8ª tappa)
- Tour de France

2010: 6º
2013: 3º
2014: 54º
2015: 29º
2016: 7º
- Vuelta a España

2003: 26º
2004: 42º
2005: 37º
2006: 17º
2008: 6º
2009: 7º
2010: 3º
2011: 19º
2012: 3º
2013: 4º
2014: 4º
2015: 2º

### Classiche monumento
- Milano-Sanremo

2004: 112º
2008: 59º
2009: 132º
2013: ritirato
- Liegi-Bastogne-Liegi

2002: ritirato
2004: 70º
2005: 25º
2006: 12º
2007: 75º
2008: 8º
2009: 2º
2010: 43º
2011: 26º
2012: 15º
2013: 2º
2014: ritirato
2015: 3º
2016: 8º
- Giro di Lombardia

2003: 32º
2004: 20º
2005: ritirato
2006: ritirato
2007: ritirato
2008: 28º
2009: ritirato
2010: ritirato
2011: 3º
2012: vincitore
2013: vincitore
2014: 8º
2016: ritirato

### Competizioni mondiali
- Campionati del mondo

Salisburgo 2006 - In linea Elite: 72º
Stoccarda 2007 - In linea Elite: 65º
Varese 2008 - In linea Elite: 6º
Mendrisio 2009 - In linea Elite: 3º
Limburgo 2012 - In linea Elite: 39º
Toscana 2013 - In linea Elite: 2º
Ponferrada 2014 - In linea Elite: 33º
Richmond 2015 - In linea Elite: ritirato
- Giochi olimpici

Rio de Janeiro 2016 - In linea: 5º
- Classifiche del ciclismo su strada

UCI ProTour 2005: 74º
UCI ProTour 2006: 139º
UCI ProTour 2007: 115º
UCI ProTour 2008: 90º
Calendario mondiale UCI 2009: 32º
Calendario mondiale UCI 2010: vincitore
UCI World Tour 2011: 3º
UCI World Tour 2012: vincitore
UCI World Tour 2013: vincitore
UCI World Tour 2014: 12º
UCI World Tour 2015: 2º
UCI World Tour 2016: 16º